# António Lima
António Manuel Raposo Lima (Açores, 18 de março de 1981) é um político e atual deputado à Assembleia Legislativa dos Açores eleito pelo Bloco de Esquerda.